# Harmonía

Evelyn De Morgan: Cadmo y Harmonía, 1877.

En la mitología griega, Harmonía (en griego antiguo, Άρμονία, Harmonía) es una diosa tebana, celebrada ya desde la poesía épica como la esposa del héroe cultural Cadmo. Otra tradición, menos común, la vincula al culto de los dioses de Samotracia.  Harmonía era hija de Afrodita y Ares.  Un mitema que se repite a lo largo de la mitología se refiere al collar de Harmonía, que causó numerosas desgracias que persiguieron a sus descendientes.  Fuentes tardías varían su grafía como Hermíone, Eurimonia o Erimonía.
El nombre de Harmonía va también ligado a la abstracción que simboliza la armonía, concordia y equilibrio. En general figura en el séquito de Afrodita (como aparece ilustrada en algunas vasijas). Las leyendas tardías tienen tendencia a confundirla con la esposa de Cadmo.  Autores tardíos la refieren poéticamente como la «armonía cósmica».  En esta faceta —cf. Homonoia— su equivalente en la mitología romana es Concordia.

## Fuentes mitográficas

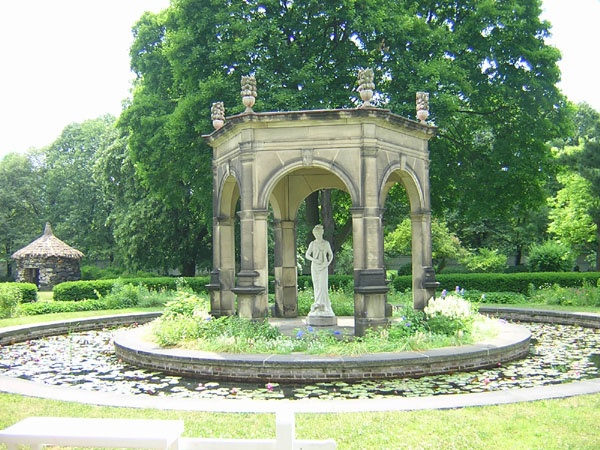
Estatua de Harmonía en los jardines de la Harmony Society en Old Economy Village (Pensilvania).

## El collar de Harmonía

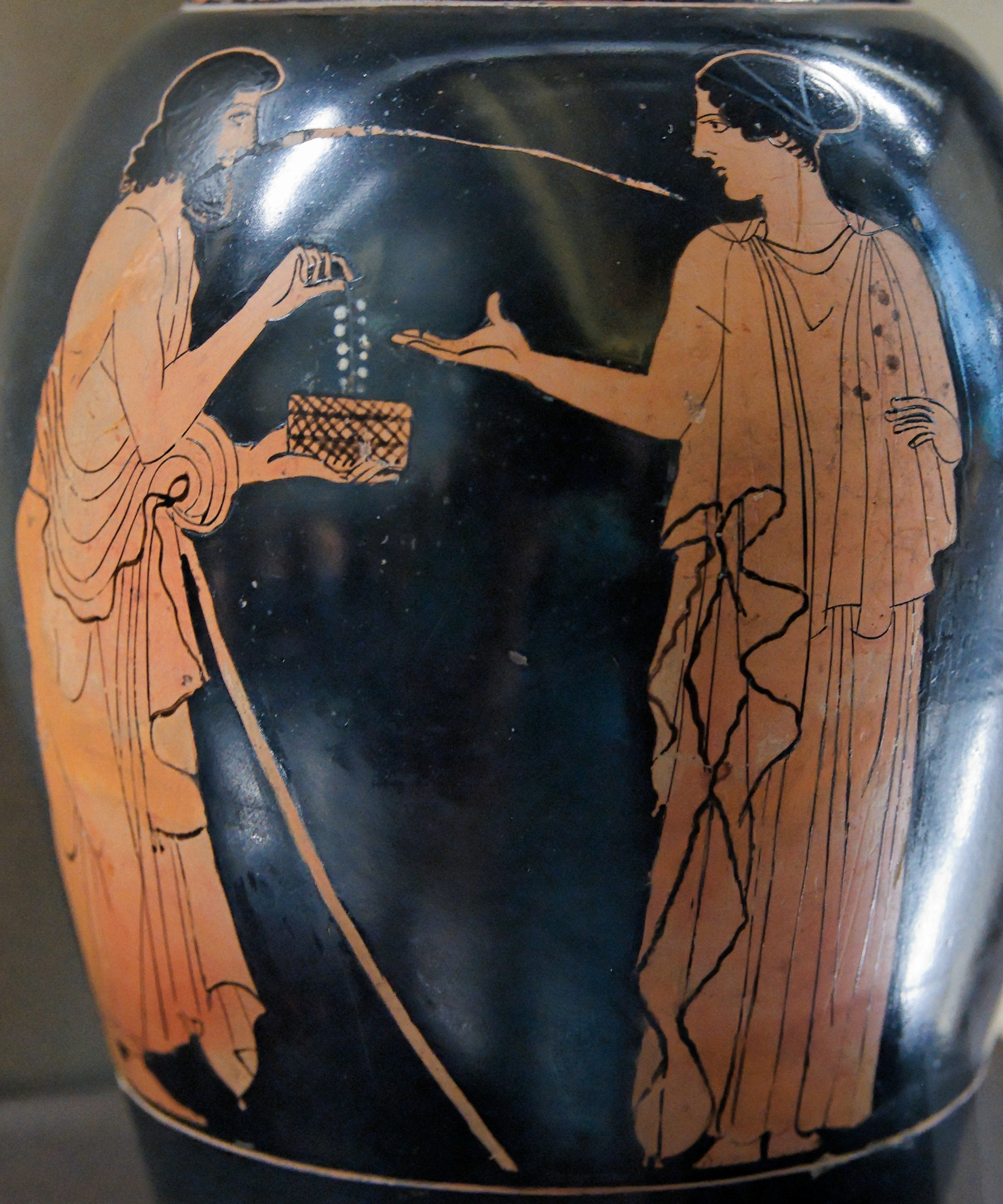
Enócoe ático de figuras rojas (ca. 450 – 440 a. C.), hallado en Italia: Polinices a punto de entregar a Erífile el collar de Harmonía.